# Панки по пьянке
Панки по пьянке (ППП) — советская и российская панк-рок-группа, основана в 1989 году; одна из первых в Свердловске панк-рок-групп. Жанр музыки группы можно определить как анархо-фолк с долей злой иронии, сарказма и чёрного юмора. В песнях группы обильно используется ненормативная лексика.

## История
Предыстория группы началась ещё в начале 1980-х годов, когда лидеры группы Игорь Корнилов и Андрей Серебренников познакомились и нашли целый ряд общих интересов — оба слушали западный панк-рок и играли на гитарах.
Мощнейшим импульсом для создания группы послужило также знакомство в 1988 году с музыкантами проекта Звуки Му. Именно Петр Мамонов и Александр Липницкий наглядно показали и подробно рассказали уральским рокерам, как делать «дикий буги-вуги» в традициях культуры стёба и русских «сумасшедших скоморохов». С приходом в коллектив барабанщика Ильи Скуратовского, исключённого из группы «Апрельский марш» за перманентное пьянство, было придумано соответствующее название «Панки по пьянке», которое изначально следует понимать как: «по пьянке — панки», так как парни, «вдохновлявшиеся» творчеством The Stranglers и The Clash, были студентами, а панками становились только после приёма спиртных напитков.
Отыграв несколько малозначительных концертов в 1989 году, коллектив попробовал записаться в Свердловский рок-клуб. Выступив на одной из рок-лабораторий с большим скандалом, группа получила отказ от Рудольфа Стерхова — тогдашнего заместителя президента рок-клуба Николая Грахова.
Несмотря на то, что членство в рок-клубе не было получено, у группы остались связи с Ольгой Арефьевой, которая и пригласила их на свой первый фестиваль «Свердловск — Акустика 1990», на котором коллектив выступил дуэтом Серебренников—Корнилов. После неожиданно успешного выступления на этом мероприятии и неожиданного ЧП, чуть не сорвавшего дальнейшее проведение фестиваля (участники группы в результате неправильной эксплуатации пожарного шланга залили сцену), музыканты подверглись назойливому вниманию местной, тогда ещё комсомольской, прессы в лице газеты «На Смену!» и рок-клубовской газеты «Рок-хроника».
Осенью коллектив выступает на фестивале «Талицкая осень», на которой знакомится с группами Смысловые галлюцинации и Бит-Бардак. От последней группы было получено право использовать их репетиционную базу. Немного позже все три группы станут основным костяком Музыкального объединения «Бит-бардак».
Тогда же был записан первый альбом «Дамы приглашаются в кавалерию служить лошадьми», презентация коего состоялась в эфире радио «Студия-город».
Во время эфира, прошедшего в дневное время, редакция радио была засыпана возмущенными отзывами разгневанных домохозяек, после чего «партизанам рок-н-ролла» было отказано в радиовещании на долгое время, а песня «В средней школе — Блеф» впоследствии стала «неформальным гимном» свердловских панков.
Были многочисленные концерты и сейшены, участие в различных фестивалях, выступления на одной сцене с такими активными персонажами андеграунда как Ник Рок-н-ролл и Александр Лаэртский, группами Гражданская оборона, Калинов мост, Бригадный подряд, Звуки Му, Бит-Бардак, Солянка имени Бобы Докутовича, Смысловые галлюцинации, Ансамбль Изумруд и др., запись ещё четырёх альбомов, участие в акциях и перформансах Эдуарда Лимонова, съемки в художественно-публицистическом фильме «Апельсиноубийцы, или бунт внутри».
Песни группы можно найти на различных сборниках российского панк-рока — как пиратских, так и официальных, издававшихся на кассетах и CD.
Кроме того, «Панки по пьянке» активно занимались рок-журналистикой, издавая в 1990—1992 гг. боевой листок «Андерграунд Кроссинг — Podzemnyi Perehod» (больной орган пьяного подполья) и литературной деятельностью, а закончили XX век записью сборника из старых забытых и новых песен.

## Настоящее и будущее
В XXI веке группа оказалась весьма востребована и подтвердила свою популярность с развитием Рунета и записью новых альбомов, широко распространившихся по сети, а также ротацией в эфире интернет-радиостанций. Конечно, сыграло свою роль и постоянное участие в фестивалях Старый Новый Рок, Уралрок, Уральский рубеж, Рок-Этно Стан, Матотерапия, Екатеринбургский панк-фестиваль и др., гастроли в Санкт-Петербурге и Москве, а также выпуск в 2009 году сборника клипов на DVD.
Новый имидж и ураган свежих креативных идей принесла группе пришедшая в 2006 году вокалистка и шоувумен
«Корзина» Кораблёва.
За период активного творчества длиною в 30 с лишним лет в группе переиграло более 30 музыкантов из дружественных команд, таких как Апрельский марш,Общество Картинник, Смысловые Галлюцинации, Лисья нора и Сучий лесок,
Неправильные пЧЕЛЫ, H-Ural, Санитары, Meat backery и Берег Маклая, Бит-бардак, и даже Чёрный Кофе.
И сегодня Анархо-фолк группа Панки По Пьянке
продолжает играть «ненормативную музыку», "…на фоне бесконечных пост-летовцев и эпигонов
«калифорнийской волны»
Авторами нескольких текстов песен группы являются поэты Владимир Бурдин (один из основателей группы «Смысловые галлюцинации», позже — рок-бард) и Сергей Симанов (автор слов гимна города Астаны).
4 октября 2023 года во время отдыха на Кубе не стало отца-основателя и бессменного лидера группы Андрея Серебренникова. Причиной смерти стал сердечный приступ во время купания.
В настоящее время группа продолжает своё существование в формате «Live»,  планируется запись альбома, который не успел записать Андрей Серебренников.
После смерти Андрея за бас-гитару встал его племянник Никита Волков, до этого игравший в группе на электрогитаре.

## Состав

### Текущий состав
- Андрей «Арон 30» Серебренников — вокал, бас-гитара (1989—2023)
- Александр «Саныч» Сальников — вокал, клавиши (с 2021)
- Дмитрий Шитлин — барабаны, бэк-вокал (с 2021)
- Никита Волков — бас-гитара, бэк-вокал, гитара (с 2023)
- Сергей Востриков — гитара (с 2023)

## Бывшие участники (выборочно)
- Игорь «Егор Рваный» Корнилов — гитара, вокал (1989—1990, 1993—2005)
- Сергей Симанов — гитара, вокал (1989)
- Илья Скуратовский — барабаны (1990—1991, 2006—2014)
- Марина Шестакова — вокал (2009—2010)
- Павел «Параноид» Здравомыслов — вокал, гитара (2009—2010)
- Юрий «Юрис» Подгорных — барабаны, программирование, вокал, звукорежиссура, сведение, мастеринг, видеосъемка, видеомонтаж (1992—1993, 2001—2010)
- Альберт «Абортмеханик» Парулин — гитара, бэк-вокал (1990—1993)
- Сергей Рутенко — барабаны (1990)
- Бубль Гум* — саксофон (1993)
- Степан Прерий — бэк-вокал (1993)
- Ольга «АССА» Михайличенко — вокал, барабаны, клавиши (1996)
- Иржик* — клавиши (2007)
- Влад Головков — гитара (2007—2010)
- Глеб Берестов — гитара (2008—2009)
- Ольга «Корзина» Кораблёва — вокал (2007—2014)
- Маша Тарасова — вокал (2014—2016)
- Олег «Ширман» Подосёнов — саксофон (2014—2015)
- Иван Морозов — ударные (2011—2021)
- Павел Тюлькин — гитара (2007—2021)
- Екатерина «Белка» Аптина — вокал (2021)
- Ефим Тетерин — гитара (2022—2023)
- Александр Руденко — вокал (2022)

(*) — подлинные данные (фамилия, имя, отчество) неизвестны

## Дискография
- Дамы приглашаются в кавалерию служить лошадьми (1990) (магнитоальбом)
- Чистая любовь (1992) (магнитоальбом)
- Сухие фрукты (Полное название — Сухие фрукты из гнилых помидоров) (1993) (магнитоальбом)
- Музыка немого Кино (1996) (саундтрек к фильму «[15]Апельсиноубийцы»)
- Панки По Пьянке (Сборник из старых-забытых и новых вещей) (2001)
- ÖbeR LisIch NoRock (2004)
- Обер Лис Их Но Рок (2006)
- Чёрный cover (2007)
- Три топора. Первый стакан (2009)
- Три топора и бензопила (2011)
- С нуля (2014)
- Белая Дюжина (2016)
- Пол 13 — го (2018)
- Период полураспада (2021)

## DVD
- Панки По Пьянке — Видеоклипы (автор и составитель — Юрис Подгорных; 2009 год, DVD5)

## Группы и проекты участников ансамбля (выборочно)
- Санитары (Юрис, Параноид, Мэнсон)
- Лисья Нора (Корзина)
- Big Dildos (Павел Тюлькин, Глеб Берестов)
- Meat Bakery (Павел Тюлькин)
- Hellpit (Павел Тюлькин)
- H-Ural (Параноид)
- Группа Егора Рваного (Илья Скуратовский, Игорь «Егор Рваный» Корнилов)
- Апрельский Марш (Илья Скуратовский)
- Бит-Бардак (Александр «Саныч» Сальников, Сергей Рутенко, Илья Скуратовский)
- Берег Маклая (Влад Пьянков)
- Смысловые галлюцинации (Дмитрий Шитлин)
- Общество «Картинник» (Дмитрий Шитлин)
- Чёрный кофе (Екатерина «Белка» Аптина)
- Верх-Исетская чайка (Игорь «Егор Рваный» Корнилов)
- Lucky`12 (Павел Тюлькин)
- Ансамбль Нестандартного Панка «МаТ» (Маша Тарасова)